# انقلاب ۱۴ ژوئیه
انقلاب ۱۴ ژوئیه که به عنوان کودتای ۱۹۵۸ عراق نیز شناخته میشود، در ۱۴ ژوئیه ۱۹۵۸ در عراق اتفاق افتاد و باعث سرنگونی سلسله هاشمیان شد که در سال ۱۹۲۱ توسط شاه فیصل اول تحت حمایت بریتانیا پایه گذاری شده بود. شاه فیصل دوم، شاهزاده عبد الله و نخست وزیر نوری سعید در طی این ناآرامی ها کشته شدند.
در نتیجه سرنگونی سلسله هاشمی، کودتاگران جمهوری عراق را پایه گذاری کردند. کودتا به فدراسیون عربی هاشمیان مابین اردن و عراق که ۶ ماه زودتر پایه گذاری شده بود پایان داد. عبدالکریم قاسم قدرت را به عنوان نخست وزیر تا سال ۱۹۶۳ در دست گرفت تا اینکه در طی انقلاب رمضان سرنگون و کشته شد.